# Ancient Wisdom
Ancient Wisdom (с англ. — «Древняя мудрость») — шведская блэк-метал-группа, основанная в 1993 году. Начиная с 1996 года является сольным проектом участника Bewitched Маркуса Нормана.

## История
Проект был начат вокалистом/гитаристом шведской группы Bewitched Маркусом Норманом в 1992 году под названием Pain, вскоре переименованном в Ancient. В первоначальный состав входили гитарист Андреас Нильссон, басист Фредерик Якобсон, клавишник Йенс Райден и барабанщик Ульф Андерссон. В 1993 году музыкантами было записано демо In the Eye of the Serpent (1993), вышедшее тиражом в 300 экземпляров. После его выхода проект был вновь переименован и получил своё нынешнее название Ancient Wisdom. Под данным именем  группа записала своё второе демо Through Rivers of the Eternal Blackness (1994). После подписания контракта с лейблом Avantgarde Music в 1994 году был записан первый полноформатный альбом For Snow Covered the Northland, однако в связи с техническими сложностями альбом не был выпущен до 1996 года. За это время из оригинального состава Ancient Wisdom остался один Норман, который единолично записал второй альбом The Calling (1997).
Третий альбом, …And The Physical Shape Of Light Bled, изначально задумывался как мини-альбом и был записан а 1998 году, но в итоге было принято решение выпустить его в виде полноформатного релиза. Дополнительный материал был записан в 1999 году, и альбом был выпущен в начале 2000 года, получив положительные отзывы критиков. Спустя три года, в ноябре 2003 года был анонсирован четвёртый альбом Cometh Doom, Cometh Death, выход которого состоялся 13 февраля 2004 года. Сразу после его выхода Норман начал писать материал для следующего альбома, однако из-за ряда проблем, связанных также с домашней студией музыканта, релиз в итоге пришлось отложить. Норман периодически работал над пластинкой вплоть до 2020 года, и в итоге пятый альбом A Celebration in Honor of Death увидел свет в 2021 году.

## Состав

### Текущий состав
- Маркус Е. Норман — все инструменты, вокал (1993—настоящее время)

### Бывшие участники
- Ульф Андерссон — ударные (1993—1996)
- Фредерик Якобсон — бас-гитара, вокал (1993—1996)
- Андреас Нильссон — гитара (1993—1996)

## Дискография
- 1994 — Through Rivers of the Eternal Blackness (Демо)
- 1996 — For Snow Covered the Northland
- 1997 — The Calling
- 2000 — …And The Physical Shape Of Light Bled
- 2004 — Cometh Doom, Cometh Death
- 2021 — A Celebration in Honor of Death